# تنگه کپرگه
تنگه گپرگه یا (دره خرس ها) در موقعیت جغرافیایی N335407 E483840 در استان لرستان واقع است. تنگه زیبای گپرگه واقع در شمال غربی شهر بروجرد و انتهای جادهٔ گلدشت است. بعد از گذراندن روستاهای شیخ میری، گپرگه ۱، گپرگه ۲، گپرگه ۳ شروع شده و تا روستای ونایی ادامه دارد. این تنگه دارای یک رودخانهٔ دایمی با پیچ و خم فراوان است که فقط پیاده یا با دوچرخه می‌توان از آن عبور کرد. هر دو طرف رودخانه پاکوب دارد. این تنگ از آخرین روستای گپرکه شروع و در منطقه ونایی به پایان میرسد. پیمایش یکطرفه آن حدود ۵ ساعت به طول میکشد. پس از پیمایش تنگ میتوانید به روستایی ونایی رفته یا  همان مسیر تنگ را بازگردید. این تنگ یکی از بهترین و زیباترین مسیرهای کوهپیمایی برای کوهنوردان بروجردی است و دارای دو چشمه آبگرم، پل سنگی و غاری به نام غار مخفی و طاقچه است. روستاهای شیخمیری، گپرگه و ونایی در این منطقه دارای مردمی مهربان و مهمان نواز و دوستدار کوهنوردان هستند.